# Isabella Laböck
Isabella Laböck (née le 6 avril 1986 à Prien am Chiemsee) est une snowboardeuse allemande.

## Biographie
Elle commence ce sport en 1992, encouragée par son frère aîné Dominik. Deux ans plus tard, elle commence la compétition chez les enfants. À 15 ans, elle remporte ses premières compétitions FIS. En 2002, elle gagne son premier titre majeur et devient vice-championne du monde junior en Nouvelle-Zélande. Quatre ans plus tard, lors de son dernier championnat du monde junior, elle remporte la médaille d'argent malgré une blessure à la main.
Lors de sa première coupe du monde, elle termine quatrième à Sölden puis troisième à San Vigilio di Marebbe ainsi que d'autres accessits.
Le 25 janvier 2013, elle devient championne du monde en slalom géant parallèle.
Isabella Laböck pose nue pour l'édition allemande de mars 2013 de Playboy en compagnie de la sauteuse à ski Melanie Faisst et de la skicrosseuse Sabrina Weilharter.

## Palmarès
2003
- Championne du monde junior de sandboard
- Seconde place en PGS au championnat du monde junior à Cardona.
- Troisième place au championnat du monde de sandboard.

2004
- Sixième place en PGS du championnat du monde junior à Klínovec.

2006
- Seconde place en PGS du championnat du monde junior en Corée du sud.

2007
- Septième place en PSL du championnat du monde à Arosa.
- Onzième place en PGS du championnat du monde à Arosa.

Dixième de la Coupe du monde
- Troisième place en PGS à Plan de Corones.
- Quatrième place en PSL à Shukolovo (Russie).
- Quatrième place en PGS à Sölden.
- Cinquième place en PGS à Furano.
- Dixième place en PGS à Sungwoo.
- Douzième place en PGS à Stoneham-et-Tewkesbury.
- Seizième place en PSL à Bad Gastein.

2013
- Championne du monde en PGS à Stoneham-et-Tewkesbury[3].
- Sixième place en PSL au championnat du monde.

PSL= slalom parallèle et PGS=slalom géant parallèle